# Kazuo Ozaki
Kazuo Ozaki, född 7 mars 1960 i Tokyo prefektur, Japan, är en japansk tidigare fotbollsspelare.